# Flugplatz Rothenburg ob der Tauber

i7
i11
i13
Der Flugplatz Rothenburg ob der Tauber (ICAO-Code: EDFR) ist ein Verkehrslandeplatz bei der mittelfränkischen Stadt Rothenburg ob der Tauber. Er wird vom Aero-Club Rothenburg o.d.T. e. V. betrieben.

## Geografie
Der Flugplatz liegt etwa drei Kilometer östlich des historischen Stadtkernes von Rothenburg ob der Tauber im Flurstück Langheckenfeld auf einer Höhe von 399 m ü. NN. Unmittelbar westlich befinden sich das Naturschutzgebiet Lindleinsee und die Bahntrasse der Mittelfrankenbahn.
Naturräumlich senkt sich das Gelände nördlich zu der Windsheimer Bucht hin, östlich und südlich steigt es zu der Frankenhöhe auf. Westlich verläuft die Landesgrenze zu Baden-Württemberg.

## Geschichte
Der nach der Aufhebung des Flugverbotes 1949 gegründete Verein Aero-Club Rothenburg o.d.T. e. V. begann mit der Fliegerei 1952 zunächst bei Burgstall. Ab 1957 wurde auf dem heutigen Gelände geflogen, das ab 1960/62 zum Flugplatz ausgebaut wurde. In den 1960er Jahren wurden zwei Flughallen und eine Werkstatt errichtet. Das Rollfeld wurde 1972/73 zunächst auf einer Länge von 450 m asphaltiert, 1975 auf 600 m verlängert und 1976 der Tower gebaut.
Im Jahr 1980 wurde dem Verkehrslandeplatz die Erlaubnis zur Zoll- und Passabfertigung erteilt. In den Jahren 1991/92 erfolgte eine Verlängerung der Asphaltbahn auf 800 m und 2003 auf knapp 1000 m.

## Flugplatz und Ausstattung
Der Flugplatz ist für Luftfahrzeuge aller Art bis 5700 kg Höchstabfluggewicht (MTOW) zugelassen und meist von 10:00 bis Sonnenuntergang in Betrieb. Der Halter und Betreiber des Flugplatzes ist der Aero-Club Rothenburg ob der Tauber. Der Platz führt den ICAO-Code EDFR.
Es bestehen mehrere Wirtschaftsgebäude, ein Tower (Frequenz 126,360 MHz), sechs Hangar und ein Restaurant. Es gibt eine Tankstelle  mit JetA1 und AVGAS.

## Zwischenfälle
- Am 19. Juni 1961 stürzte nordöstlich von Rothenburg o. d. T. ein Starfighter der Bundesluftwaffe ab, dessen Pilot verstarb.[3]
- Am 25. Januar 1962 kam beim Absturz eines Kampfflugzeugs vom Typ Fiat G.91 R.3 (Kennzeichen EC+106) ebenfalls der Pilot ums Leben.[4]
- Am 17. April 1974 flog das Vereinsflugzeug Piper Colt (D-EFQO) im Schneesturm bei Füssen in einen Wald.[5][2]
- Am 14. Juli 1974 stürzte das Vereinsflugzeug Piper PA-28 D-EKKV nach Tragflächenbruch über der Schwäbischen Alb bei Geislingen an der Steige ab.[6]
- Am 22. Juli 1981 stürzte eine zweimotorige Piper PA-34 Seneca (D-GABB) bei einem Prüfungsflug aufgrund von Bedienungsfehlern ab und geriet in Brand. Dabei wurden vier der fünf Insassen getötet, einer überlebte den Unfall verletzt.[7]
- Am 2. August 2011 stürzte ein Ultraleichtflugzeug des Typs TL-2000 Sting (D-MJGG) in ein nahegelegenes Maisfeld bei Endsee, was den Piloten und seinen Fluglehrer trotz der vorhandenen Rettungsfallschirme das Leben kostete.[8][9]

## Verkehr
Eine Gemeindestraße erschließt den Flugplatz zu der Staatsstraße St 2250 hin, die zu der unmittelbar westlich verlaufenden Bundesautobahn 7 anschließt. Der ÖPNV bedient den Flugplatz nicht direkt, jedoch gibt es dort einen Fahrradverleih. Im Ort selbst besteht am Bahnhof Rothenburg ob der Tauber eine Zustiegsmöglichkeit zu der Mittelfrankenbahn, mit Bedarfshaltestelle im nahegelegenen Schweinsdorf.